# Margit Rüütel
Margit Rüütel (Tallinn, 4 settembre 1983) è un'ex tennista estone.
A livello juniores ha vinto 6 titoli in singolo e 7 in doppio. Professionista dal 1999, ha raggiunto il suo best ranking in singolo nel 2008 (162ª posizione).
Nel 2007 ha partecipato alle Universiadi, dove ha vinto l'argento in singolare.
In Fed Cup ha disputato 42 match, vincendone 20.
Nel 2012 è scesa per l'ultima volta in campo, ma l'annuncio del ritiro arriverà solo tre anni più tardi.